# Poetry-Slam in Europa
Dieser Artikel informiert über die Entwicklung der Poetry Slam-Szene in Europa.

## Schweden

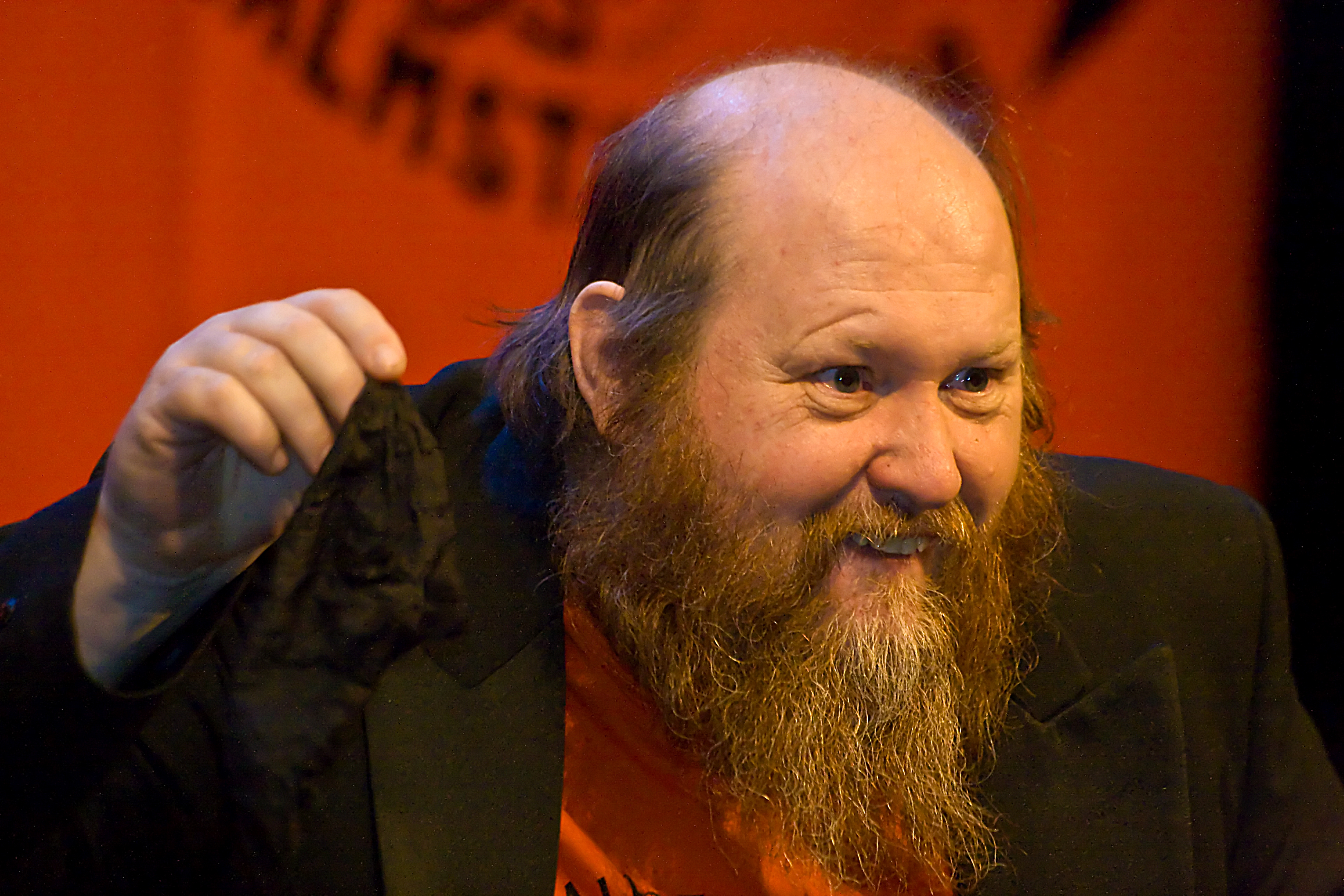
Der schwedische Slampoet Geta Lööf in Halmstad, 2008

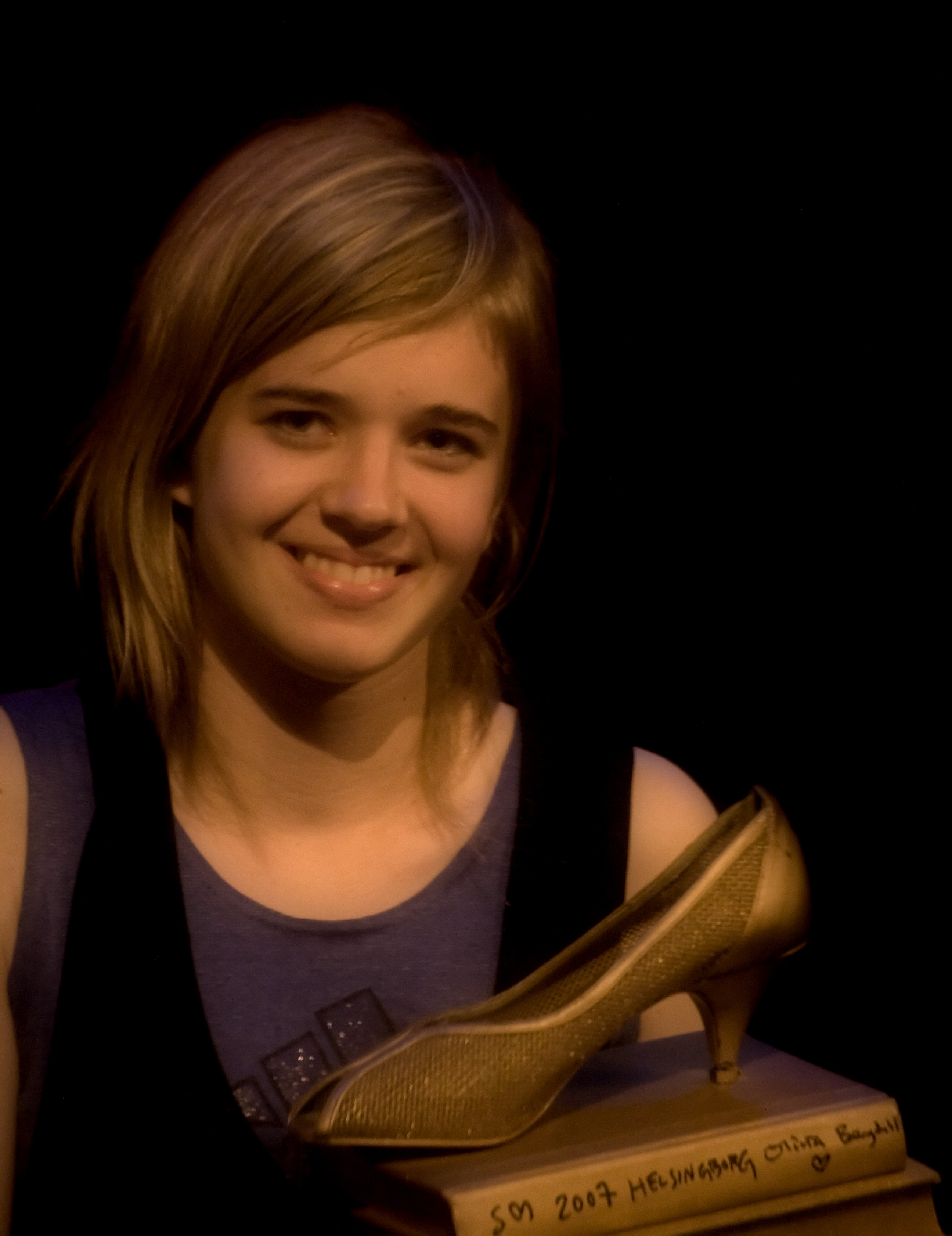
Die schwedische Slam-Meisterin Laura Wihlborg, 2008

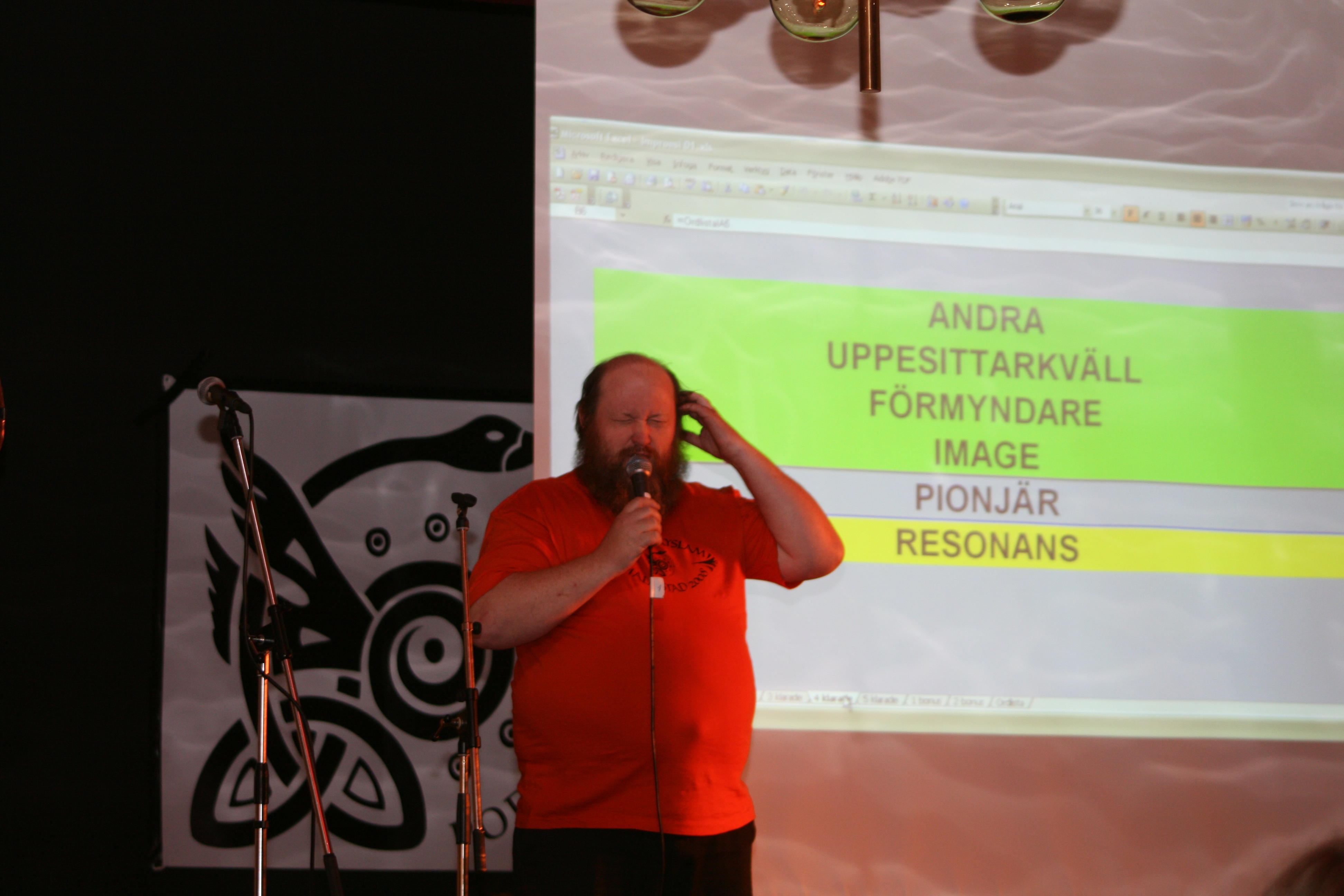
Geta Lööf beim improesi-Slam, 2008

Schweden hat eine aktive Poetry-Slam-Szene. Insgesamt finden dort rund 50 Slams statt. 1995 führte der Stockholmer Literaturveranstalter Erkki Lappalainen mit seinem Rinkeby Poetry Slam das Veranstaltungsformat in Schweden ein. Seit 1997 finden jedes Jahr schwedische Meisterschaften im Bühnendichten (Estradpoesi) statt, die aus Einzel- und Mannschaftsbewerben bestehen. Schwedische Meisterschaften fanden bisher unter anderem in Stockholm (1997), Umeå (1999, 2002), Malmö (2003), Göteborg (2005) und zuletzt 2010 in Uppsala statt, 2011 ist Visby Gastgeber. 2007 wurden die Meisterschaften von der siebzehnjährigen Olivia Bergdahl (* 1989) aus Göteborg gewonnen, 2008 siegte Laura Wihlborg (s. Bild). Von 1999 bis 2002 wurde in Stockholm auch der Ordfront Poesi Cup abgehalten, bei dem nur Drei-Personen-Teams antreten durften. Im Unterschied zum deutschen Slam beträgt die Zeitbegrenzung in Schweden nur drei Minuten, bewertet wird nach dem US-amerikanischen Jury-System, eine Zeitüberschreitung führt zu Punkteabzug. Sogenannte Schiedsrichter (domare) unterstützen den Slammaster (konferencier) bei wichtigen Entscheidungen. Vor dem Wettbewerb liest ein Vordichter (kalibreringspoet) einen Text, um der Jury einen Maßstab für spätere Bewertungen an die Hand zu geben.
Im Unterschied zu Deutschland haben sich in Schweden verschiedene Unterdisziplinen entwickelt. Beim Blitzslam (Blixtslam) hat jeder Poet nur eine halbe bis eine Minute Zeit, darf allerdings Musik und Requisiten einsetzen. Beim Hallandsmodellen wird in zwei Runden geslammt: Die Wertungen aus der ersten Runde legen fest, wer in der zweiten Runde im K.O.-Modus (duell) gegeneinander antritt. Beim improesi-Modus, der seit 2005 Teil der schwedischen Meisterschaften ist, werden Worte an die Wand hinter dem Poeten projiziert, der daraus einen Text improvisieren muss. Der Triathlon, der ebenfalls Bestandteil der Meisterschaften ist, bringt einen Slampoeten, einen Tänzer und einen Musiker auf der Bühne zu einem Teampiece zusammen. 2007 wurde bei den Meisterschaften erstmals ein Wettkampf für Texte ohne sprachlichen Inhalt abgehalten (schwedisch Ljudpoesi ‚Lautpoesie‘). Beim Trubadurslam darf gesungen werden.
Wie in Deutschland findet einmal im Jahr ein Treffen aller Slamveranstalter statt (slammastersmötet), 2000 wurde dort ein verbindliches Regelbuch ausgearbeitet. Im gleichen Jahr erschien in Borås das Handbuch Slam! Handbok för estradpoeter , das Interviews mit Slampoeten und Essays zum Thema enthält. 1998 erschien mit Slamtologi die erste Slam-Anthologie in schwedischer Sprache, 2001 mit Stjärnstopp i Koopers die erste Live-CD, 2006 versammelte die Anthologie Svensk Slam Beiträge von 64 Slampoeten.

## Dänemark
In Dänemark finden regelmäßige Slams in Kopenhagen, Aarhus und Aalborg statt. Dänische Meisterschaften werden seit 2003 abgehalten, zuletzt (2008) siegte Lasse Thorning. 2009 fanden die Meisterschaften nicht statt. 2004 wurde Poetry Slam Cph. gegründet, ein Verein zur Förderung und Pflege der Bühnenliteratur, der Slams in Kopenhagen veranstaltete, sich aber schon kurze Zeit später wieder auflöste.

## Frankreich

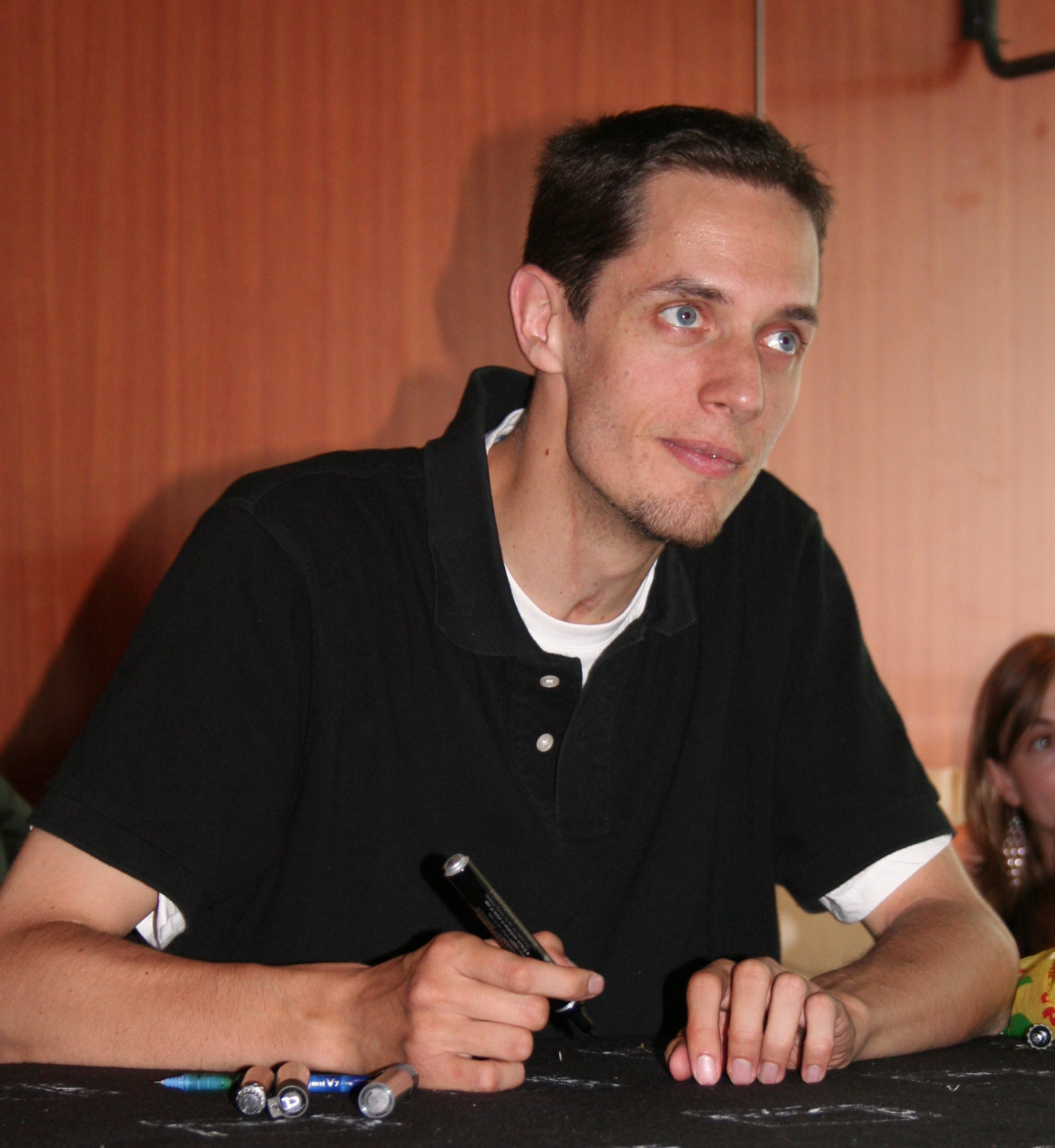
Grand Corps Malade bei einer Autogrammstunde, 2006

In Frankreich kam Slam erst mit Verzögerung an: 1998, zeitgleich mit der Veröffentlichung des Films Slam (siehe unten), entstanden in Paris erste Veranstaltungen. Schon seit 1995 hatten sich Literatur-Aktivisten im Club Club im Pariser Viertel Pigalle zu Jam-Sessions und Rap-Battles getroffen. Der erste Slam fand 2001 unter dem Namen Les gens et moi im Pariser Stadtviertel La Villette statt und verbreitet sich von dort sowohl in seiner kompetitiven als auch in einer Form ohne Wettbewerb.
Zunächst konzentrierte sich Slam vor allem auf Paris und dessen Vororte. Ab 2004 fanden auch in anderen französischen Städten Slams statt, so in Nantes, Reims, Lyon, Dijon, Rennes oder Le Mans. 2006 erschien Midi20, das erste Album des Slampoeten Grand Corps Malade (* 1977), das sich 300.000 Mal verkaufte. 2009 wurde La Ligue Slam de France gegründet, um die französischen Slam-Aktivitäten enger zu vernetzen.

## Italien
Der erste Slam auf italienischem Boden fand am 21. März 2001 in Rom statt. Daneben gibt es vor allem in Norditalien regelmäßige Slamveranstaltung (beispielsweise in Bologna, Parma und Mailand), ab dem kommenden Jahr (2011) auch in Neapel. Eine Besonderheit der ansonsten meist monolingual ausgerichteten Slamszene stellt der International Poetry Slam in Bozen/Bolzano dar, bei dem Slamkünstler aus verschiedenen Nationen auf Deutsch, Englisch oder Italienisch den Abend gestalten.

## Portugal
Als letztes Land der Romania stieß auch Portugal zur Slamliga. Der erste Poetry Slam in Portugal fand im Juni 2009 im Rahmen des „Festival Silêncio“ in Lissabon statt. Seit 2010 organisiert Ana Reis regelmäßige Slams mit Poetry Slam Lisboa (PSL) (zurzeit an wechselnden Standorten wie dem „Jardim da Estrela“ oder der „Fabrica Braço de Prata“). Mittlerweile werden auch unabhängige Slams in den umliegenden Orten organisiert (z. B. durch Poetry Slam Amadora, Poetry Slam Coimbra, Poetry Slam Angra und Poetry Slam Sul).

## Spanien
Auch in Spanien fasst das Phänomen Poetry Slam zunehmend Fuß. Erste Slams fanden beispielsweise 2008/2009 in Madrid und Barcelona statt. 2009 initiierte das Goethe-Institut in Madrid in Kooperation mit einem ortsansässigen Café eine regelmäßige Slamreihe.

## Vereinigtes Königreich
1993 veranstaltete John Paul O’Neil in London den ersten Poetry Slam in Großbritannien. 1997 traten zu den UK Poetry Slam Championships schon Teams aus Belfast, Brighton, Bristol, Cardiff, Edinburgh, Glasgow, Liverpool, London, Manchester, Newcastle, Sheffield und Stroud an.

## Balkanstaaten
Ende 2010 initiierte Michel Abdollahi mit Unterstützung der Robert Bosch Stiftung und der Friedrich-Ebert-Stiftung die erste regelmäßige Poetry-Slam-Reihe in Mazedonien und dem Kosovo. Seitdem ist eine lebendige Poetry-Slam-Szene entstanden mit regelmäßigen Slams in Skopje, Tetovo und Prilep, sowie dem Kosovo und Montenegro.

## Estland
Seit Januar 2013 findet in Estlands Hauptstadt Tallinn ein regelmäßiger Poetry Slam namens Tarslämm statt, damit ist er der älteste des Landes. Zuvor gab es lediglich unregelmäßige Slam-Veranstaltungen. Derzeit finden Poetry Slams, in Estland wörtlich in Luuleprõmm übersetzt, in Viljandi sowie in Tartu (seit 2022 auch explizit nur mit englischen Texten) statt, häufig auch mit Slammern aus dem Ausland. Verbreitung findet Slam-Poetry auch über offene Bühnen, zum Beispiel beim monatlichen, in englischer Sprache moderierten „Spoken Word & Music Club“. Akteure wie der Lyriker Jaan Malin treten europaweit auf und treiben die derzeit noch kleine estnische Slam-Szene weiter voran.

## Israel
Der erste israelische Slam fand 1996 in Jerusalem im Kulturraum einer Synagoge statt. Veranstalter Mark Kirschbaum erinnert sich:

“There was an extremely high level of works presented by slammers from several continents. All works were in English, although there were audience members, who promised they would present works in Hebrew, Spanish and Portuguese at the next slam.”

„Die Slammer waren international und auf hohem Niveau. Alle Texte waren auf Englisch, obwohl Zuschauer versprachen, beim nächsten Slam auf Hebräisch, Spanisch oder Portugiesisch teilzunehmen.“

## Slowakei
Die Slowakei besitzt eine aktive Poetry-Slam-Szene, welche sich hauptsächlich sprachlich unterscheidet. Während in verschiedenen Teilen des Landes Slam Poetry SK unter der Leitung von Tomáš Straka auf Slowakisch Poetry Slams organisiert, ist in der Hauptstadt Bratislava die englischsprachige Szene prädominant. Die englischen Poetry-Slams werden dabei hauptsächlich seit 2016 von Fountain Poetry, gegründet von dem Veranstalter Florian Niederseer, organisiert. Ein regelmäßiger Poetry-Slam in Bratislava ist der sogenannte Clash of Languages, bei dem Poeten in ihrer eigenen Sprache mit Untertiteln in Englisch auftreten. Dieser Slam wird von Fountain Poetry mit der Unterstützung des örtlichen Goethe Instituts organisiert.